# マリオカート アーケードグランプリ
『マリオカート アーケードグランプリ』（MARIO KART ARCADE GP）は任天堂が発売したマリオカートシリーズのアーケードゲーム版である。ナムコ（法人としては現在のバンダイナムコエンターテインメント）が開発。2005年12月中旬から稼働開始。続編にあたる『マリオカート アーケードグランプリ2』は約1年3ヶ月後の2007年3月中旬から稼働開始。2013年7月25日には約6年4ヶ月振りの完全新作『マリオカート アーケードグランプリDX』が稼働開始。

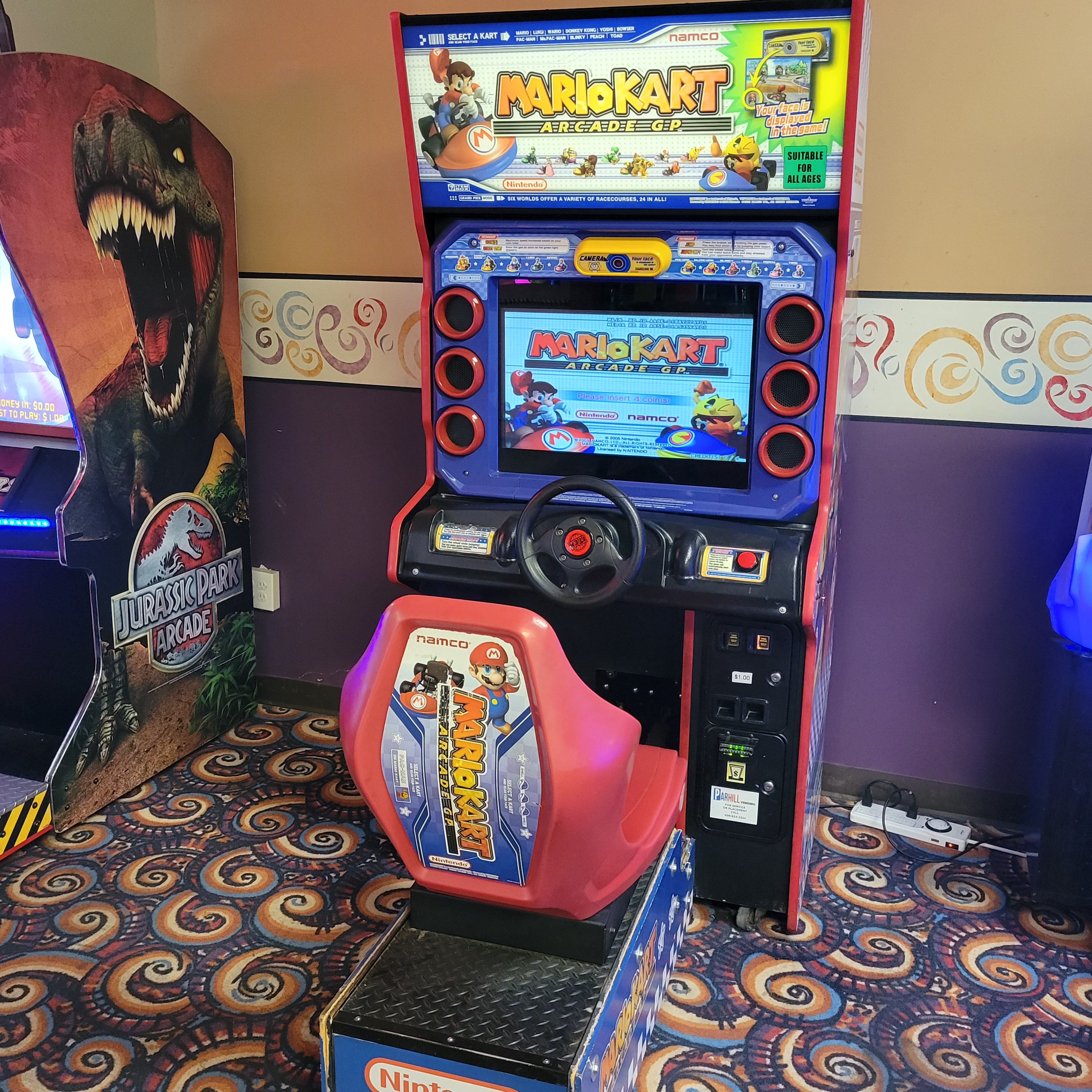
海外版の筐体

## 概要
- マリオカートシリーズ初のアーケード作品。システム基板には、ニンテンドー ゲームキューブをベースにしたトライフォースを利用している。
- カード挿入時に表示されるカードに記録されている内容の確認でハンドルの左右で音量の大きさが、足元のブレーキで、1Pモード時の写真撮影のON/OFFの切り替えが可能。
- リライタブルカードを使ってレース記録を保存することができる（通称マリオカード）。またカードの絵柄も6種類ある。カードには、プレイヤーネーム、対戦成績、使用ドライバー（キャラクター）、ランク（称号）、アイテム獲得情報、グランプリモード進行度（カップ毎に表示）、インターネットランキング（タイムアタック）のパスワード等が印字される。
- コイン制が違う形で復活している。
- ナムコが制作にかかわっていたため、パックマン・ミズパックマン・アカベイなどといったナムコのキャラクターも登場する。
- カメラ撮影でキャラクターとの合成写真を撮り、レース中に顔が表示される（設定により変更可能）。
- カップはマリオ、DK、ワリオ、パックマン、クッパ、レインボーの6つ。各カップはそれぞれ2つのコースが含まれるが、DKカップ以外は各カップごとに同じ舞台で行われ、コースの形状も一部共通している。
- グランプリでは交互に2回ずつ、計4ラウンド行う。グランプリでは各ラウンドで1位にならなければクリアとはならず、さらに4ラウンド目の後のボーナスステージもクリアしなければならない。
- すべてのカップを制覇すると、通常コースの逆走の「うらカップ」が出現する。うらカップを全てクリアすると、グランプリが150ccクラスになり、レース中の車が金色に輝く（本作のみ100ccは無い）。本作および『2』では150ccのスピードが凄まじく速い。
- 他のマリオカートシリーズと異なり、コースは基本的に一直線のルートで、隠しショートカット等はない。また、コースアウトする箇所や敵キャラ等も特にない。
- 制限時間が設定されており（1周ごとにやや回復）、0になるとゴール前でも強制的にレース終了となる。
- 1回のレースで使えるアイテムは3種類のみ。初代のみ、グランプリではあらかじめ決められたアイテムしか使用できず、中にはアイテム無しの例もあった。
- 家庭用のマリオカートには登場しないアイテムが多数あり、「プラスアイテム」という通常のアイテムの威力や時間の増したアイテムも存在する。
- タイムアタックでは家庭用版と同様にトリプルキノコを使用する。タイムアタックのゴール時間等はカードにパスワードが印字され、公式HPに入力することで、全世界のランキングに反映可能となっていた。
- なお、2006年にナムコはバンダイナムコゲームスにゲーム事業を移譲、ナムコレーベルが作られたため、本作がナムコが製作した最後のアーケードゲームとなる。

### アーケードグランプリDX

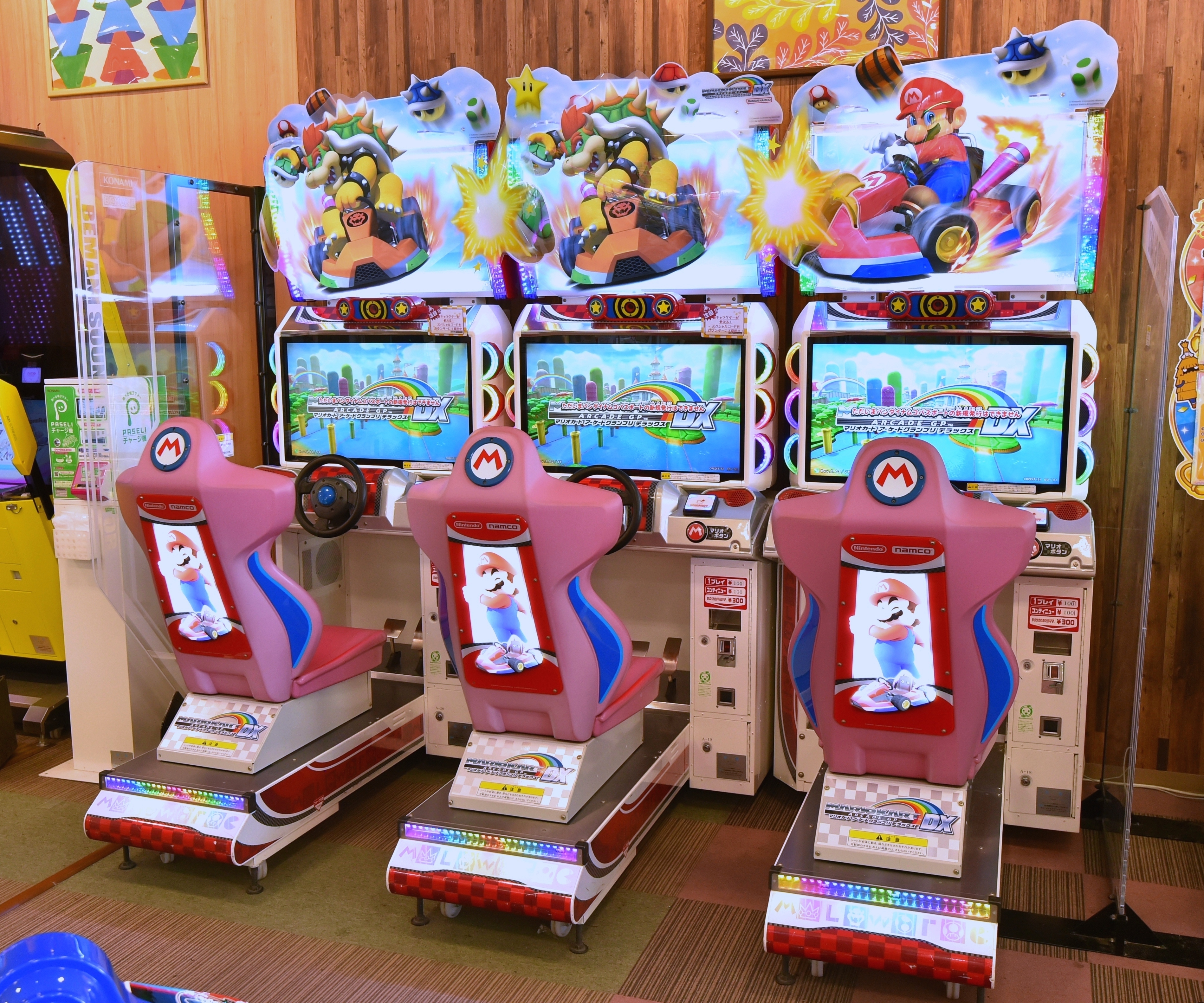
マリオカート アーケードグランプリ デラックス（日本版筐体）

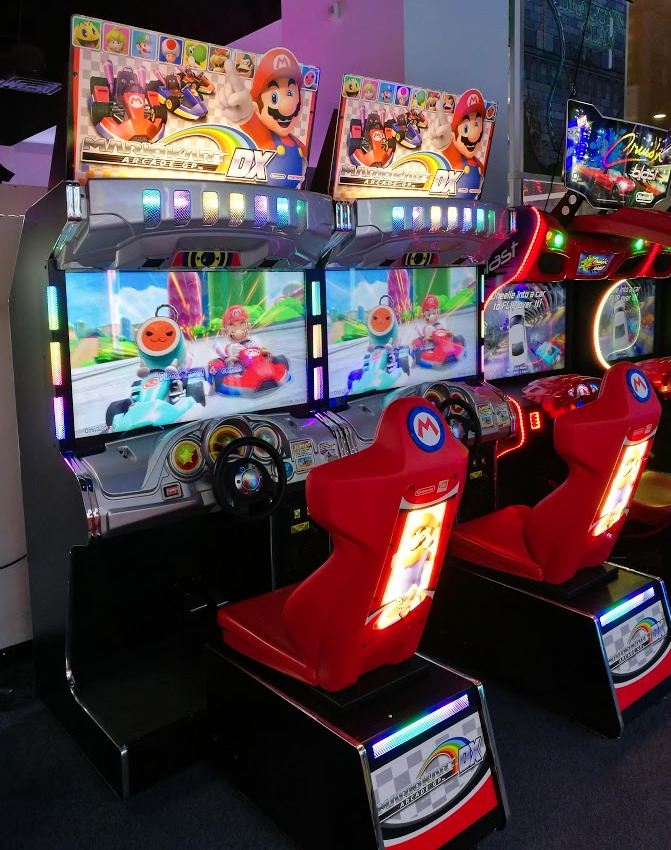
マリオカート アーケードグランプリ デラックス(海外仕様筐体)

- 2013年7月25日『マリオカート アーケードグランプリ デラックス』（MARIO KART ARCADE GP DX）が稼働開始。2013年2月開催の『ジャパン アミューズメント エキスポ2013』に出展された。
- 筐体は16:9のワイド液晶モニターを搭載。デザインも白を基調とし、LEDの電飾がついた。シリーズ初のネットワーク対応になり、前作までの筐体には対応せず、遊べない。
- システム基板は前作まではナムコ・セガ（後のセガ・インタラクティブ）・任天堂が協力して開発したトライフォースだったのに対し、Windows 7（組み込み向けのWindows Embedded 7）搭載のPCベースである、SYSTEM ES3に変更されている。
- 実況は松本梨香が担当。
- ALL.Netによるアップデートやランキングなどに対応する。
- 「タイムアタックモード」「実況のON/OFF切り替え」「1Pモード時の写真撮影のON/OFF切り替え」は廃止された（なお、下記の第7回アップデートでタイムアタックモードは別の仕様として復活した）。
- 使用カードは従来の磁気カードからバナパスポートカードに変更される。前作のデータ引き継ぎには非対応。
- 2人チームの合計ポイントを競う「ふたりで協力モード」や、全国のプレイヤーの分身（ゴーストカー）と対戦してポイントを貯めていく「分身バトルモード」（同社が先に稼働させている「湾岸ミッドナイト MAXIMUM TUNE 4」にも同様のモードがある）が新たに実装された。「ふたりで協力 - 」は『マリオカート ダブルダッシュ!!』での協力プレイからさらにパワーアップされた、運転とアイテム使用を2人で分担する「合体カート」も登場する。
  - 「マリオコイン」にて加速は行われなくなり、ゲーム終了後にアイテム・スペシャルカート・隠しキャラがランダムで手に入る「タマゴスロット」と呼ばれるガチャガチャを回すためにのみ使用する（マリオコイン50枚で1回挑戦できる）。
- 『マリオカート7』で登場した、空を飛ぶ・水に潜るといったシチュエーションを実装。
- 新たにクッパJr.と、『太鼓の達人』から「どんちゃん」が参戦。アップデートにより、ロゼッタ、メタルマリオ、ベビィマリオ、ベビィピーチ、デイジー、キングテレサ、ジュゲムが追加で参戦した。
  - 代わりに前作までに登場したミズパックマン、アカベイ、まめっちは削除された。
  - クッパJr.、ワリオ、ワルイージは当初は隠しキャラで、タマゴスロットで手に入れないと使用できなかったが、アップデートにより初期で選択可能となった。それに伴い、「グランプリ」のCOMキャラとしても登場するようになった。
- パックマンのデザインが『パックマンパーティ』のものに変更。声も英語から日本語音声に差し替えられた。
- カップ・コースはキノピオ、マリオ、太鼓の達人、クッパJr.、クッパの5カップ・10コースに減少。基本的な形状は過去作のヨッシー、マリオ、DK、ワルイージ、クッパカップと同様で、主に高低差を大きくするなどのアレンジが加えられている。後にアップデートで完全新規の4コース・2カップ（パックマン、ドンキーコング）が追加されている。
- 50ccはキノピオ・マリオ・太鼓の達人の3カップのみ。過去作とは違い、グランプリでは3位以内に入ればラウンドクリアとなる。
- ゲームスピードが大幅に下がり、150ccのスピードも常識的になった。

アップデート履歴
- 第1回：2013年12月18日
  - 追加キャラクター「ロゼッタ」
  - スペシャルコード認識機能の実装 - 専用QRコードをモニター上部のカメラに認識させることでキャラクターの「きせかえバリエーション」やアイテム・カートセットが追加される。きせかえキャラはキャラ毎に設定されたスペシャルアイテムが使用可能である。

- 第2回：2014年7月30日
  - 追加キャラクター「メタルマリオ」
  - 「分身バトルモード」を「全国対戦モード」にリニューアル - 同時に本作のメインモードに昇格した。
  - 「チームで対戦モード」の追加
  - ドリフトブーストの実装

- 第3回：2014年12月17日
  - 「全国対戦モード」を都道府県別対戦ルールに刷新
  - 新しいカートの追加 - 刷新された「全国対戦モード」で全国制覇すると獲得できるカートも実装。
  - ミラーコースの実装 - 全てのモードでミラーコースの選択が可能。

- 第4回：2015年7月28日
  - 追加キャラクター「ベビィマリオ」「ベビィピーチ」

- 第5回：2016年4月21日
  - 追加コース「パックマンスタジアム」「ナムコサーキット」 - グランプリモード以外でプレイ可能
  - ジャンプドリフトの仕様変更
  - 「ふたりで協力モード」をバナパスポートカード専用モードに変更
  - 「チームで対戦モード」の削除
  - その他ゲームバランスなどの調整

- 第6回：2017年6月6日
  - 追加キャラクター「デイジー」
  - 第5回アップデートの追加2コースがグランプリモードでも「パックマンカップ」として実装（100cc以上）
  - アイテム・カート・きせかえバリエーションの一部が、グランプリモードの各カップのクリア賞品となる。
  - グランプリモード50ccの3カップの構成が「2コース×2回」から「2コース×1回」に変更。

- 大型アップデートではないが、2018年10月10日に、追加キャラクターとして「キングテレサ」が実装された。
- 第7回：2018年12月18日
  - 追加キャラクター「ジュゲム」。現状最後に追加されたキャラとなる。
  - 追加コース「バナナンラビリンス」「DKジャングル」 - グランプリモードでは「ドンキーコングカップ」として実装（100cc以上）
  - タイムアタック・ランキングを実装 - グランプリモード100cc以上でICカードを使用することで参加可能
  - 写真撮影機能を改善、結果表示の演出を強化。
  - バンダイナムコアミューズメント、セガ・インタラクティブ、コナミアミューズメントのアーケードゲーム用ICカード相互利用サービスである「Amusement IC」に対応。同時にAimeとバナパスポートの他にも、e-AMUSEMENT PASS（e-AMUSEMENT PASSはAmusement IC対応カードのみ）が使用可能となった。

- 第8回：2020年12月10日
  - 新モード「ミドリこうら投げ放題モード」が追加。「みんなで対戦」を遊んだ後、コンティニュー画面で「ミドリこうら投げ放題!であそぶ」を選択すれば対戦可能。その名の通り、アイテムはミドリこうらのみであり、アイテムボックスを獲ればバンパーが装着され、攻撃を防ぐ。
  - 隠しキャラクターであったワリオが初回から使用可能になり、「グランプリ」でCOMキャラとしても登場するようになった。

- 第9回：2023年7月4日
  - 隠しキャラクターであったクッパJr.とワルイージが初回から使用可能になり、ワリオと同様、「グランプリ」でCOMキャラとしても登場するようになった。これにより全てのキャラクター（きせかえバリエーションを除く）が初回から選択可能になり、COMキャラが登場するようになった。 - 尚、タマゴスロットで獲得できるキャラクター及び50ccキノピオカップのクリア賞品はファイアマリオ（元々はマリオのきせかえバリエーション）になった。
  - 「みんなで対戦」のICカードを使用しない際の使用可能アイテムが6種類から一部内容を変えた9種類になった。
  - コース上のアイテムボックスが増加。
  - 「ピーチキャッスル」「キングダムウェイ」「ナムコサーキット」「クッパファクトリー」の4コースが「おすすめコース」として優先的に選択されるようになった。

## 備考
- 任天堂は1986年の『VSスーパーマリオブラザーズ』を最後に、業務用ゲーム事業から事実上撤退している。そのため、本作は任天堂が日本で約19年振りに発表したアーケードゲームである。
- 『マリオカート アーケードグランプリ』並びに『マリオカート アーケードグランプリ2』の筐体のサポートは、部品調達難に伴い、2015年7月以降順次終了することが発表された[4]。
- 2007年5月29日に放送された『『ぷっ』すま』の記憶力絵心クイズのおごり阻止チャンスにこのゲームが使われた。